# Andrés Molteni
Andrés Molteni (AFI: [molˈteːni] 15 de março de 1988) é um tenista profissional argentino. Ele compete geralmente no ATP Challenger Tour, principalmente em duplas. Seu ranking mais alto em duplas foi o número 7, alcançado em 21 de agosto de 2023.
Seu primeiro título de Challenger em simples foi o Challenger Salinas Diario Expreso de 2011 em Salinas, Equador. Depois de ganhar de seu compatriota Horacio Zeballos por 7–5, 7–6(7-4).

## ATP Finais

### Duplas
| Legenda                           |
| --------------------------------- |
| Grand Slam Tournaments (0–0)      |
| ATP World Tour Finals (0–0)       |
| ATP World Tour Masters 1000 (0–0) |
| ATP World Tour 500 Series (0–0)   |
| ATP World Tour 250 Series (3–1)   |

| Títulos por Superfície |
| ---------------------- |
| Duro (1–0)             |
| Saibro (2–1)           |
| Grama (0–0)            |
| Carpete (0–0)          |

| Resultado | No. | Data                | Torneio                 | Superfície | Parceiro          | Oponentes                          | Placar                |
| --------- | --- | ------------------- | ----------------------- | ---------- | ----------------- | ---------------------------------- | --------------------- |
| Finalista | 1.  | 1 de maio de 2016   | Istanbul, Turquia       | Saibro     | Diego Schwartzman | Flavio Cipolla Dudi Sela           | 3–6, 7–5, [7–10]      |
| Campeão   | 1.  | 7 de agosto de 2016 | Atlanta, Estados Unidos | Duro       | Horacio Zeballos  | Johan Brunström Andreas Siljeström | 7–6(7–2), 6–4         |
| Campeão   | 2.  | 27 de maio de 2017  | Lyon, França            | Saibro     | Adil Shamasdin    | Marcus Daniell Marcelo Demoliner   | 6–3, 3–6, [10–5]      |
| Campeão   | 3.  | 22 de julho de 2017 | Umag, Croácia           | Saibro     | Guillermo Durán   | Marin Draganja Tomislav Draganja   | 6–3, 6–7(4–7), [10–6] |

## ATP Challengers & ITF Futures

### Simples
| Legenda             |
| Challengers 1 (1-0) |

| Resultado | No. | Data                    | Torneio          | Superfície | Oponente         | Placar        |
| --------- | --- | ----------------------- | ---------------- | ---------- | ---------------- | ------------- |
| Campeão   | 1.  | 28 de Fevereiro de 2011 | Salinas, Equador | Duro       | Horacio Zeballos | 7–5, 7–6(7-4) |

### Duplas
| Legenda             |
| Challengers 9 (5-4) |

| Resultado | No. | Data                   | Torneio                 | Superfície | Parceiro          | Oponentes                         | Placar           |
| --------- | --- | ---------------------- | ----------------------- | ---------- | ----------------- | --------------------------------- | ---------------- |
| Finalista | 1.  | 22 de novembro de 2010 | Buenos Aires, Argentina | Saibro     | Guido Pella       | Carlos Berlocq Brian Dabul        | 6-7(4-7), 3-6    |
| Finalista | 2.  | 24 de janeiro de 2011  | Bucaramanga, Colômbia   | Saibro     | Pablo Galdon      | Juan Sebastián Cabal Robert Farah | 1-6, 2-6         |
| Campeão   | 1.  | 6 de agosto de 2011    | Trani, Itália           | Saibro     | Jorge Aguilar     | Giulio di Meo Stefano Ianni       | 6–4, 6–4         |
| Campeão   | 2.  | 22 de maio de 2012     | Santos, Brasil          | Saibro     | Marco Trungelliti | Rogério Dutra Silva Júlio Silva   | 6–4, 6–3         |
| Campeão   | 3.  | 11 de novembro de 2013 | Lima, Peru              | Saibro     | Fernando Romboli  | Marcelo Demoliner Sergio Galdós   | 6–4, 6–4         |
| Finalista | 3.  | 14 de abril de 2014    | São Paulo, Brasil       | Saibro     | Máximo González   | Guido Pella Diego Schwartzman     | 6-1, 3-6, 4-10   |
| Campeão   | 4.  | 21 de abril de 2014    | Santos, Brasil          | Saibro     | Máximo González   | Guillermo Duran Renzo Olivo       | 6–4, 6–4         |
| Campeão   | 5.  | 23 de junho de 2014    | Pádova, Itália          | Saibro     | Roberto Maytin    | Guillermo Duran Máximo González   | 6-2, 3-6, [10-8] |
| Finalista | 4.  | 2 de setembro de 2014  | Medellín, Colômbia      | Saibro     | Roberto Maytin    | Austin Krajicek Cesar Ramirez     | 6-1, 3-6, 4-10   |